# Zorgkundige
Zorgkundige is in Vlaanderen een functie in de zorg.
Zorgkundige is een term ingevoerd door een decreet van de Vlaamse regering en voor verwarring zorgt met het bovenstaande begrip. Een zorgkundige genoot een bijkomende opleiding waardoor zij zich kan laten registreren en een certificaat bekomen. Verzorgenden in een residentiële setting bekomen dit certificaat als zij vijf jaar ervaring aantonen in een intramurale setting. Verzorgenden in de thuiszorg kunnen dit niet, zij volgen daarvoor een bijkomende theoretische opleiding en een stage. Een zorgkundige kan wel werken in de thuiszorg, omgekeerd kan dit niet meer.
Zorgkundigen zijn te vinden in ziekenhuizen, rust- en verzorgingsinstellingen of bij thuisverpleegkundigen, waar zij onder toezicht van een verpleegkundige toevertrouwde verpleegkundige handelingen opnemen. Open wondzorg of inspuitingen horen daar niet bij. Wel mogen zij bijvoorbeeld geheelde stomaverzorging doen. Er bestaat een lijst met 18 specifieke verzorgingstaken die een zorgkundige mag uitvoeren onder toezicht binnen een gestructureerde equipe.
De taak van een zorgkundige bestaat voornamelijk uit de opvolging van de persoonlijk hygiëne van de patiënt, hulp bij aan- en uitkleden, toedienen van medicatie en algemene opvolging van de patiënt. 
De zorgkundigen hebben een beroepsorganisatie Belgische Federatie voor Zorgkundigen (BEFEZO).

## Bron
- Corporate brochure familiehulp van de vzw Familiehulp binnen de christelijke werknemersorganisatie (ACW) in België